# Гармидер Олександр Володимирович
Олександр Володимирович Гарми́дер (12 липня 1956, Леміщиха — 12 квітня 2023) — український живописець; член Національної спілки художників України з 2005 року.

## Біографія
Народився 12 липня 1956 року в селі Леміщисі (нині Уманський район Черкаської області, Україна). Навчався в середній школі села Горішніх Шерівців. 1980 року закінчив Вижницьке училище прикладного мистецтва за спеціальністю — художнє ткацтво, був учнем Івана Баричева.
Протягом 1980—1983 років працював старшим художником на фабриці художніх виробів імені 8 березня у смт Дігтярях; у 1983—1988 роках — оформлювачем Чернівецького художньо-виробничого комбінату. Відтоді на творчій роботі. Мешкав у Чернівцях. Помер 12 квітня 2023 року.

## Творчість
Працював у галузі станкового живопису, створював міські пейзажі, картини на релігійні сюжети, історико-патріотичні теми. Серед робіт:
- «Останній промінь» (1996);
- «Зворотна сторона Місяця» (1996);
- «Небесне озеро» (1996);
- «Полонина» (1996);
- «Осінь» (1997);
- «Замріяна Буковина» (1998);
- «Ранковий мінор» (2001);
- «Іриси для Ірини» (2001);
- «Ті, що квітнуть навесні» (2001);
- «Вечірня примха» (2002);
- «У ваших дверей чотири дошки» (2002);
- триптих «Ніч перед Різдвом» (2003);
- «Весни духмяний подих» (2004);
- «Різдвяний ранок» (2004);
- «На етюдах» (2005).

Брав участь в обласних, всеукраїнських, міжнародних мистецьких виставках з 1997 року. Персональні виставки відбулися у Чернівцях у 1996, 1998, 2001 роках.
Роботи зберігаються у Чернівецькому художньому музеї.